# فينزيل برغر
فينزيل برغر (بالألمانية: Wenzel Bürger)‏ هو مهندس معماري ألماني، ولد في 27 سبتمبر 1869 في Jablonné v Podještědí ‏ في التشيك، وتوفي في 25 أبريل 1946 في Großweitzschen ‏ في ألمانيا.